# 圣阿古斯廷
圣阿古斯廷，是西班牙阿拉贡自治区特鲁埃尔省的一个市镇。总面积57平方公里，总人口127人（2001年），人口密度2人/平方公里。